# Saint-Jean-de-Belleville
Saint-Jean-de-Belleville è un comune francese di 553 abitanti situato nel dipartimento della Savoia della regione dell'Alvernia-Rodano-Alpi.

## Società

### Evoluzione demografica
Abitanti censiti